# Ahijaderos
Ahijaderos är en ort i Mexiko.   Den ligger i kommunen Pinos och delstaten Zacatecas, i den centrala delen av landet, 400 km nordväst om huvudstaden Mexico City. Ahijaderos ligger 2 232 meter över havet och antalet invånare är 675.
Terrängen runt Ahijaderos är platt åt nordost, men åt sydväst är den kuperad. Runt Ahijaderos är det ganska glesbefolkat, med 21 invånare per kvadratkilometer. Närmaste större samhälle är Pinos, 13,4 km sydväst om Ahijaderos. Omgivningarna runt Ahijaderos är i huvudsak ett öppet busklandskap.